# 1307
1307 (MCCCVII) fue un año común comenzado en domingo del calendario juliano.

## Acontecimientos
- Felipe IV de Francia, el Hermoso, el viernes 13 de octubre manda capturar a Jacques de Molay, último gran maestre de la Orden del Temple y otros 140 templarios acusados de diversas herejías. Esto supondría el comienzo del fin de la orden.
- Galicia - El infante don Felipe es nombrado Adelantado Mayor de Galicia y alienta los movimientos comunales.
- Captura de Dulcino, Margherita di Trento, Longino di Bérgamo y los demás Hermanos Apostólicos. Condenados a la hoguera en Biella y fray Dulcino en Vercelli.

## Nacimientos
- Guillermo II de Henao.

## Fallecimientos
- 7 de abril – Juana de Acre, hija del rey Eduardo I de Inglaterra (n. 1271)
- 4 de julio – Rodolfo I de Bohemia (n. 1281)
- 7 de julio – Rey Eduardo I de Inglaterra (n. 1239)
- Alberto de Mesina, santo de la Iglesia católica
- León III de Armenia (n. 1289)
- Emperador Chengzong de la dinastía Yuan China
- Hethum II de Armenia (n. 1266)